# Giovanna di Borgogna (regina 1293)
Giovanna di Borgogna, detta Giovanna la zoppa in francese: Jeanne "la Boiteuse" (1293 – Montargis, 12 dicembre 1349), fu contessa consorte d'Angiò, del Maine e di Valois, dal 1325 al 1328, poi regina di Francia dal 1328 al 1349.

## Origine
Secondo la Histoire des ducs de Bourgogne de la race capétienne, vol. VI, Giovanna era la figlia femmina quartogenita del Duca di Borgogna e re titolare di Tessalonica, Roberto II e della moglie, Agnese di Francia (1260-1325), che, come ci viene confermato dalla Chronique anonyme des rois de France, era la figlia minore (ultimogenita) del re di Francia, San Luigi IX (1215 – 1270) e di Margherita di Provenza (1221 – 1295), che, come riportato dal Vincentii Bellovacensis Memoriale Omnium Temporum era la figlia primogenita del conte di Provenza e conte di Forcalquier, Raimondo Berengario IV (1198 – 1245) e della moglie (come risulta dalla cronaca del monaco benedettino inglese, cronista della storia inglese, Matteo Paris (1200 – 1259), quando descrive il matrimonio della figlia Eleonora con il re d'Inghilterra, Enrico III), Beatrice di Savoia (1206 – 1266).
Roberto II di Borgogna, come ci viene confermato nel testamento del padre del 1272, era il figlio quintogenito ed anche ultimogenito del Duca di Borgogna ed in seguito re titolare di Tessalonica, Ugo IV di Borgogna e della prima moglie, Iolanda di Dreux, che, come ci viene confermato dalla Chronica Albrici Monachi Trium Fontium, era figlia del conte di Dreux e di Braine, Roberto III e della moglie (come ci viene confermato dal documento n° LXXIX del Cartulaire du comté de Ponthieu), Eleonora, signora di Saint-Valéry, come appendiamo dalla Histoire généalogique des ducs de Bourgogne de la maison de France.

## Biografia
Suo padre, Roberto II fu incaricato di importanti missioni dai re di Francia, Filippo III l'Ardito e Filippo il Bello. Da quest'ultimo fu nominato gran ciambellano di Francia.
Nel 1297, Filippo il Bello lo scelse per una delicata missione a Roma, per cui Roberto fece testamento, nominando suo successore il figlio, Ugo e affidando la reggenza alla moglie, Agnese di Francia, sinché Ugo non avesse raggiunto la maggior età, citando inoltre Giovanna, quale figlia terzogenita, tra i figli ancora in vita.
Dopo che, nel 1305, si era ammalato, suo padre, Roberto II morì il 21 marzo 1306 lasciando erede il figlio Ugo, sotto la tutela della madre, Agnese di Francia.
Giovanna, secondo la Histoire généalogique des ducs de Bourgogne de la maison de France, fu fidanzata al principe di Taranto, Filippo I d'Angiò, figlio del re di Napoli Carlo II e di Maria d'Ungheria, dopo che, nel 1309, Filippo I d'Angiò, aveva ripudiato la sua prima moglie, Tamara Angela Comnena Ducena; al matrimonio non si arrivò, poiché Filippo I d'Angiò, luglio del 1313, sposò Caterina II di Valois-Courtenay, Imperatrice latina titolare, che era stata promessa in sposa al fratello di Giovanna, Ugo V di Borgogna; Giovanna come indennizzo ricevette le terre materne della sposa, il Courtenay, e altre sue proprietà sul continente, mentre Ugo V fu fidanzato a Giovanna, erede della contea di Borgogna; secondo la Histoire des ducs de Bourgogne de la race capétienne, vol. VI, in quello stesso mese di luglio del 1313, Giovanna sposò il fratellastro di Caterina, Filippo di Valois (1293 – 1350), figlio primogenito di Carlo di Valois e di Margherita d'Angiò, contessa di Valois.
Giovanna, nel 1325, alla morte del suocero, Carlo di Valois, divenne contessa consorte d'Angiò, del Maine e di Valois.
Nel 1328, il re di Francia, Carlo IV il Bello, cugino di suo marito, Filippo di Valois, morì, senza eredi maschi, mentre la moglie, Giovanna d'Évreux, incinta per la terza volta, avrebbe dovuto partorire dopo poche settimane. Filippo di Valois fu nominato reggente, a scapito del parente maschio più prossimo, il re d'Inghilterra Edoardo III, figlio di Isabella di Francia, sorella di Carlo IV e quindi nipote del re Filippo IV di Francia, mentre Filippo di Valois era figlio di un fratello di Filippo IV di Francia (Edoardo III d'Inghilterra aveva rivendicato i suoi diritti, ma i baroni francesi avevano preferito il Valois ad un re straniero).
La regina Giovanna d'Évreux, il 1º aprile 1328, mise al mondo un'altra femmina, Bianca, ed il reggente, di fatto, diventò re di Francia con il nome di Filippo VI e, su conforme parere dei giuristi, un'assemblea di nobili, simile a quella che un tempo aveva eletto Ugo Capeto, approvò la successione, in conformità alla legge salica, secondo cui la successione spettava solo agli eredi maschi. Filippo VI dovette riconoscere a Giovanna, figlia primogenita di Luigi X l'Attaccabrighe, i suoi diritti sulla corona di Navarra (Giovanna, in cambio, dovette rinunciare ai suoi diritti sulla corona di Francia e cedere le contee di Champagne e di Brie al dominio reale francese e come compensazione accettò le contee di Angoulême e di Mortain), mentre anche Edoardo III riconobbe Filippo VI re di Francia.
Giovanna, divenuta regina di Francia, definita virile regina, fu ispiratrice della politica del marito e, nel corso della guerra dei cento anni, fu reggente del regno, dato che il marito Filippo VI, impegnato spesso altrove in battaglia e succube della moglie, le aveva conferito pieni poteri per i suoi periodi di assenza. Questa funzione le procurò una cattiva reputazione, accentuata dalla sua deformità (era zoppa), che a quei tempi era interpretata da alcuni come il segno di un maleficio.
È probabile che la morte di Giovanna sia dovuta al contagio subito a causa dell'epidemia di peste nera che affliggeva il paese dal 1347; comunque morì il 12 dicembre 1349, sia secondo gli Obituaires de Sens Tome I.2, Abbaye de Maubuisson, che gli Obituaires de Sens Tome I.2, Sainte-Chapelle (non consultati).
Il marito Filippo VI si risposò, circa un mese dopo, in seconde nozze, con Bianca di Navarra.

## Figli
Da Filippo VI Giovanna ebbe 9 figli:
- Giovanni II di Francia (1319 – 1364), re di Francia[17] dal 1350 al 1364;
- Maria di Francia (1326 – 1333)
- Luigi, morto subito dopo la nascita (17 gennaio 1329);
- Luigi (8 giugno 1330 – 23 giugno 1330)
- Giovanni, morto subito dopo la nascita (2 ottobre 1333);
- N... (28 maggio 1335), deceduto /a il giorno della nascita
- Filippo (1336 – 1375) conte di Valois e duca d'Orléans;
- Giovanna (novembre 1337), deceduta poco dopo la nascita
- N... (estate 1343), deceduto /a poco dopo la nascita

## Ascendenza
|                        |                       |                                    | Genitori                  |  |  | Nonni |  |  | Bisnonni               |  |  | Trisnonni           |  |
|                        |                       |                                    |                           |  |  |       |  |  | Oddone III di Borgogna |  |  | Ugo III di Borgogna |  |
|                        |                       |                                    |                           |  |  |       |  |  | Oddone III di Borgogna |  |  | Ugo III di Borgogna |  |
|                        |                       | Alice di Lorena                    |                           |  |  |       |  |  | Oddone III di Borgogna |  |  |                     |  |
| Ugo IV di Borgogna     |                       |                                    |                           |  |  |       |  |  | Oddone III di Borgogna |  |  |                     |  |
|                        |                       | Alice di Vergy                     | Ugo di Vergy              |  |  |       |  |  |                        |  |  |                     |  |
|                        |                       | Alice di Vergy                     | Ugo di Vergy              |  |  |       |  |  |                        |  |  |                     |  |
|                        |                       | Alice di Vergy                     | Gillette di Trainel       |  |  |       |  |  |                        |  |  |                     |  |
| Roberto II di Borgogna |                       | Alice di Vergy                     |                           |  |  |       |  |  |                        |  |  |                     |  |
|                        |                       | Roberto III di Dreux               | Roberto II di Dreux       |  |  |       |  |  |                        |  |  |                     |  |
|                        |                       | Roberto III di Dreux               | Roberto II di Dreux       |  |  |       |  |  |                        |  |  |                     |  |
|                        |                       | Roberto III di Dreux               | Iolanda di Coucy          |  |  |       |  |  |                        |  |  |                     |  |
| Yolanda di Dreux       |                       | Roberto III di Dreux               |                           |  |  |       |  |  |                        |  |  |                     |  |
|                        |                       | Aénor di Saint-Valéry              | Tommaso di Saint-Valéry   |  |  |       |  |  |                        |  |  |                     |  |
|                        |                       | Aénor di Saint-Valéry              | Tommaso di Saint-Valéry   |  |  |       |  |  |                        |  |  |                     |  |
|                        |                       | Aénor di Saint-Valéry              | Adele di Ponthieu         |  |  |       |  |  |                        |  |  |                     |  |
| Giovanna di Borgogna   |                       | Aénor di Saint-Valéry              |                           |  |  |       |  |  |                        |  |  |                     |  |
|                        | Luigi VIII di Francia | Filippo II di Francia              |                           |  |  |       |  |  |                        |  |  |                     |  |
|                        | Luigi VIII di Francia | Filippo II di Francia              |                           |  |  |       |  |  |                        |  |  |                     |  |
|                        | Luigi VIII di Francia | Isabella di Hainaut                |                           |  |  |       |  |  |                        |  |  |                     |  |
| Luigi IX di Francia    | Luigi VIII di Francia |                                    |                           |  |  |       |  |  |                        |  |  |                     |  |
|                        |                       | Bianca di Castiglia                | Alfonso VIII di Castiglia |  |  |       |  |  |                        |  |  |                     |  |
|                        |                       | Bianca di Castiglia                | Alfonso VIII di Castiglia |  |  |       |  |  |                        |  |  |                     |  |
|                        |                       | Bianca di Castiglia                | Eleonora d'Inghilterra    |  |  |       |  |  |                        |  |  |                     |  |
| Agnese di Francia      |                       | Bianca di Castiglia                |                           |  |  |       |  |  |                        |  |  |                     |  |
|                        |                       | Raimondo Berengario IV di Provenza | Alfonso II di Provenza    |  |  |       |  |  |                        |  |  |                     |  |
|                        |                       | Raimondo Berengario IV di Provenza | Alfonso II di Provenza    |  |  |       |  |  |                        |  |  |                     |  |
|                        |                       | Raimondo Berengario IV di Provenza | Garsenda di Provenza      |  |  |       |  |  |                        |  |  |                     |  |
| Margherita di Provenza |                       | Raimondo Berengario IV di Provenza |                           |  |  |       |  |  |                        |  |  |                     |  |
|                        |                       | Beatrice di Savoia                 | Tommaso I di Savoia       |  |  |       |  |  |                        |  |  |                     |  |
|                        |                       | Beatrice di Savoia                 | Tommaso I di Savoia       |  |  |       |  |  |                        |  |  |                     |  |
|                        |                       | Beatrice di Savoia                 | Margherita di Ginevra     |  |  |       |  |  |                        |  |  |                     |  |
|                        |                       | Beatrice di Savoia                 |                           |  |  |       |  |  |                        |  |  |                     |  |

### Fonti primarie
- (LA)  Monumenta Germaniae Historica, Scriptores, tomus XXIII.
- (LA)  Monumenta Germaniae Historica, Scriptores, Tomus XXIV.
- (LA)  Matthæi Parisiensis, Monachi Sancti Albani, Chronica Majorar, vol. IV.
- (LA)  Recueil des historiens des Gaules et de la France. Tome 20.
- (LA, FR)  Recueil des historiens des Gaules et de la France. Tome 21.
- (LA)  Cartulaire du comté de Ponthieu.
- (LA)  Chartes du diocèse de Maurienne: Documents recueillis

### Letteratura storiografica
- Hilda Johnstone, "Francia: gli ultimi Capetingi", cap. XV, vol. VI (Declino dell'impero e del papato e sviluppo degli stati nazionali) della Storia del Mondo Medievale, 1999, pp. 569–607.
- A. Coville, "Francia: la guerra dei cent'anni (fino al 1380)", cap. XVI, vol. VI (Declino dell'impero e del papato e sviluppo degli stati nazionali) della Storia del Mondo Medievale, 1999, pp. 608–641.
- (FR)  Histoire des ducs de Bourgogne de la race capétienne, tome VI.
- (FR)  Histoire généalogique des ducs de Bourgogne de la maison de France.
- (FR)  Histoire de la France et de Français au jour le jour, Les débuts de la guerre de Cent Ans, page 70 du Tome III (de 1270 à 1408)